# Anisorrhina scheini
Anisorrhina scheini är en skalbaggsart som beskrevs av Basilewsky 1956. Anisorrhina scheini ingår i släktet Anisorrhina och familjen Cetoniidae. Inga underarter finns listade i Catalogue of Life.